# Northport Bridge
Die Northport Bridge ist eine zweispurige Straßenbrücke in Northport, im Nordosten des Bundesstaates Washington der USA. Sie führt die Washington State Route 25 über den Columbia River, die etwa zehn Kilometer nördlich die Grenze zu Kanada passiert und zum British Columbia Highway 22 wird. Die Gerberträger-Fachwerkbrücke ersetzte 1951 eine zur Straßenbrücke umgebaute Eisenbahnbrücke aus dem Jahre 1897. Die Brücke wird vom Washington State Department of Transportation (WSDOT) betrieben und hatte 2012 ein tägliches Verkehrsaufkommen von durchschnittlich 900 Fahrzeugen. Im Jahre 1995 wurde sie in das National Register of Historic Places aufgenommen (NRHP# 95000624).

## Geschichte

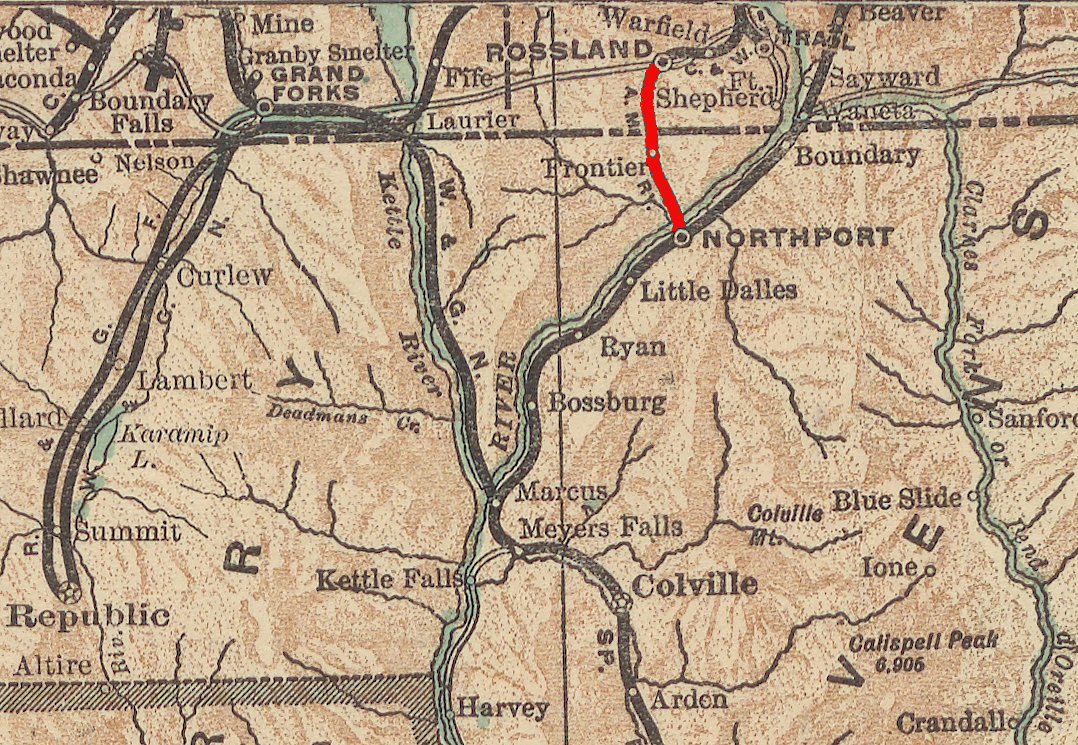
Eisenbahnstrecken im Norden des Stevens County von Washington 1898
(Columbia & Red Mountain Railway)

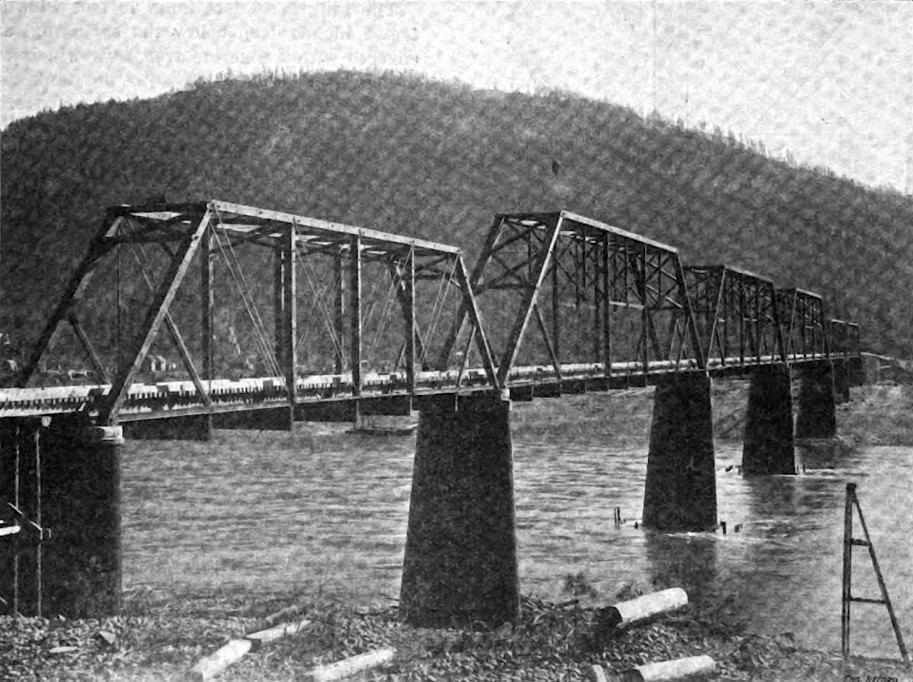
Eisenbahnbrücke der Columbia & Red Mountain Railway um 1900

Der Unternehmer Daniel Chase Corbin baute Anfang der 1890er Jahre im Nordosten von Washington die Spokane Falls & Northern Railway, die von Spokane (bis 1891 Spokane Falls) aus nordwärts über Colville nach Marcus und von hier entlang des Columbia über Northport zur Grenze von British Columbia verlief. Um in Kanada die Silberminen bei Nelson zu erreichen, erweiterte Corbin die Strecke bis 1893 mit der Nelson & Fort Sheppard Railway nach Nordosten. Wenige Jahre später kam mit der Columbia & Red Mountain Railway ein Abzweig von Northport zu den Gold-, Silber- und Kupfervorkommen in Rossland hinzu. Für diese nach Norden verlaufende Strecke musste in Northport der Columbia überquert werden, wozu bis 1897 die erst zweite Brücke über den US-amerikanischen Teil des Flusses entstand. Durch den Erwerb der Aktienmehrheit erlangte 1898 die Great Northern Railway (GN) die Kontrolle über Corbins Eisenbahngesellschaften und baute mit der Washington & Great Northern Railway bis 1902 einen weiteren nordwestlichen Abzweig von Marcus aus entlang des Kettle River, wobei die dritte Brücke über den Columbia in den USA entstand (die erste baute die Northern Pacific bis 1888 zwischen Kennewick und Pasco).
Nach dem Ersten Weltkrieg sank der Preis für Kupfer und die Minen in Rossland schlossen. Der Betrieb der Columbia & Red Mountain Railway wurde unwirtschaftlich und 1922 schließlich eingestellt. Die GN veräußerte die Strecke einschließlich der Brücke in Northport an das Stevens County bzw. die kanadische Provinz British Columbia. Nach dem Entfernen der Schienen wurde die Brücke mit Holzplanken versehen und der restliche Gleisverlauf zu einer Straße ausgebaut. Die größtenteils aus Holz bestehende Fachwerkbrücke diente ab 1923 noch dreizehn Jahre als Straßenbrücke, musste dann aber wegen struktureller Mängel Ende 1946 stillgelegt und durch eine Autofähre ersetzt werden.
Im August 1946 wurde vom damaligen Washington Department of Highways der Bau einer neuen Brücke in Auftrag gegeben. Einige hundert Meter flussaufwärts begannen MacRea Brothers mit der Errichtung des Unterbaus und der Zufahrten der neuen Stahl-Fachwerkbrücke. Ein extremes Frühjahrshochwasser 1948 führte zur Unterspülung (Auskolkung) des fast fertigen südlichen Strompfeilers, der sich daraufhin neigte und schließlich gesprengt werden musste. Der neue Pfeiler wurde daraufhin tiefer ins Flussbett abgesenkt. Zudem verzichtete man an der südlichen Zufahrt auf eine ursprünglich vorgesehene etwa hundert Meter lange Erdschüttung und verlängerte die folgende Balkenbrücke. Mit den Änderungen wurde die General Construction Company beauftragt, die Errichtung des Gerberträgers erfolgte daraufhin durch die Midland Structural Steel Company. Die fertige Brücke konnte am 13. Juni 1951 eröffnet werden. Die alte Eisenbahnbrücke war zwischenzeitlich teilweise eingestürzt und wurde schließlich 1950 vollständig abgerissen.

## Beschreibung

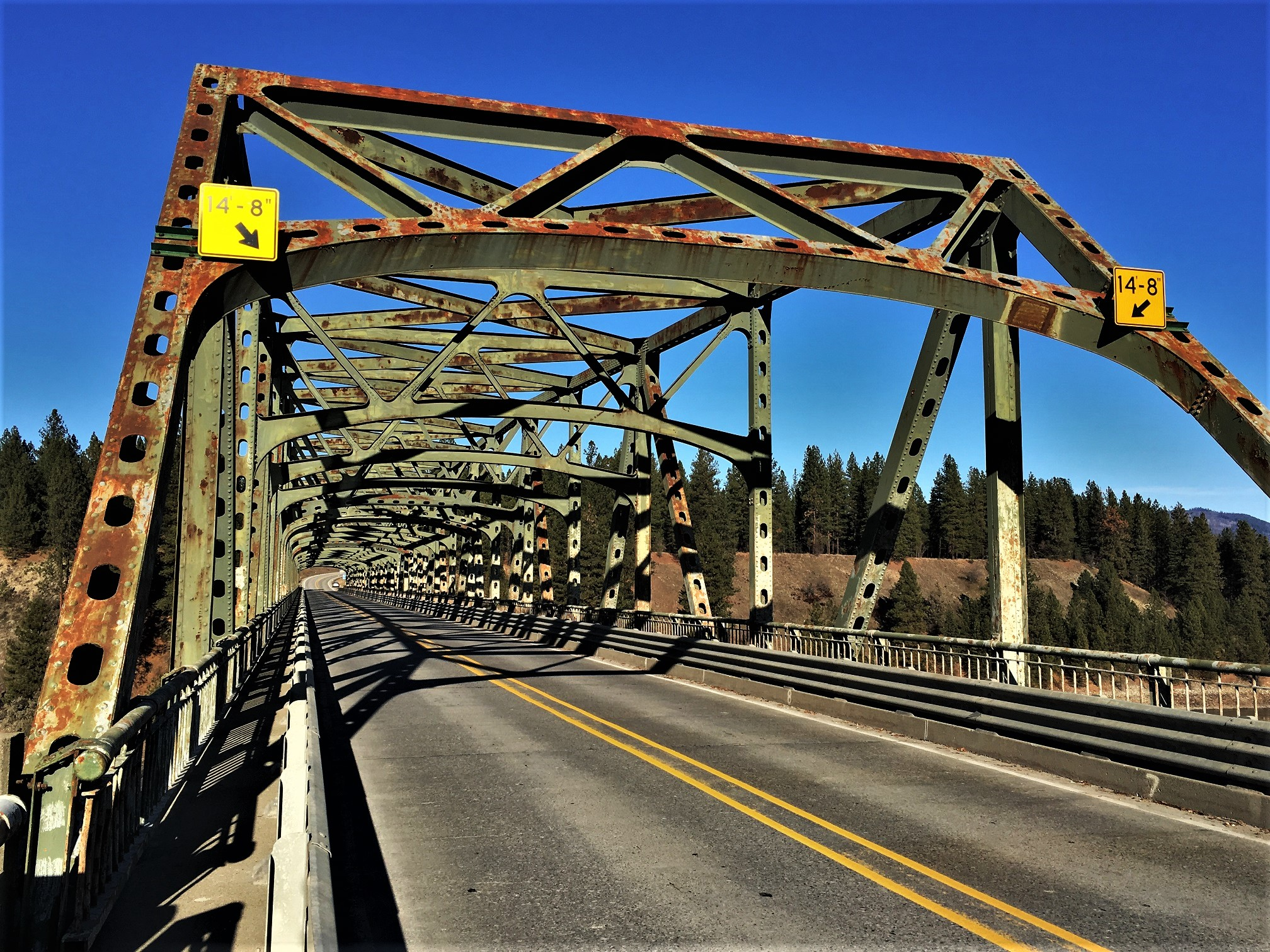
Südportal der Straßenbrücke 2019

Die Washington State Route 25 in Rot, die Interstate Highways in Washington in Blau

Die insgesamt 470 m lange Bauwerk gliedert sich von Süd nach Nord in eine 205 m lange Balkenbrücke aus elf Stahlbeton-Plattenbalken, die aus je zwei bis vier gevouteten T-Trägern aufgebaut sind und an ihren Enden von separaten Stahlbetonpfeilern getragen werden. Auf die Südzufahrt folgt ein 256 m langer Fachwerkträger, der als Gerberträger ausgeführt ist. Dieser ist wiederum in je einen 51 m langen Ankerarm zum Ufer hin, einen 43 m langen Auslegerarm zur Flussmitte hin und einen dazwischen gelenkig montierten Einhängeträger von 68 m Länge aufgebaut. Der Stahlträger ruht auf vier massiven Stahlbetonpfeilern und hat eine Spannweite von 154 m zwischen den mittleren Strompfeilern. Auf der Nordseite folgt dann noch eine kurze Balkenbrücke von 6,4 m Länge.
Der Gerberträger besitzt einen geraden Obergurt, der sich nur an den Enden leicht neigt und zu dem die Fahrbahn parallel in Höhe des Untergurtes des Einhängeträgers verläuft. Zu den Pfeilerauflagern vergrößert sich die Höhe der äußeren Fachwerkträger auf etwa das Doppelte des Einhängeträgers, wodurch eine charakteristische Dreiecksform unterhalb der Fahrbahn entsteht. Ein ähnliches Design wählte das Washington Department of Highways unter anderem vorher schon für die Grand Coulee Bridge (1936) oder die Kettle Falls Bridge (1941).
Bei normalem Wasserstand beträgt die lichte Höhe unterhalb des Untergurtes des Einhängeträgers etwa 23 m. Der etwa 10 m breite Fachwerkträger bietet Platz für zwei Fahrstreifen von insgesamt 7,3 m sowie je einem durch Schutzplanken abgetrennten Fußweg von 0,9 m Breite an den Außenseiten. Die Brücke führte nach ihrer Fertigstellung den Primary State Highway 22, der in den 1960er Jahren in Washington State Route 25 umbenannt wurde und von Davenport nordwärts bis zur Kanadischen Grenze verläuft, wo er zum British Columbia Highway 22 wird.